# Leninogorsk (Russland)
Leninogorsk (russisch Лениного́рск) ist eine Stadt in Russland in der Teilrepublik Tatarstan. Sie hat 64.127 Einwohner (Stand 14. Oktober 2010) und liegt 322 km südöstlich der Republikhauptstadt Kasan.

## Geschichte
Leninogorsk ging in den 1940er-Jahren aus einem Dorf namens Nowaja Pismjanka hervor, das bereits im 19. Jahrhundert bestanden hatte und seit dem 10. Februar 1935 Verwaltungssitz des Rajons Nowo-Pismjanski. 1948 wurde nahe dem Dorf ein Erdölfeld erschlossen und zu diesem Zweck eine Arbeitersiedlung angelegt. Zusammen mit dem Dorf wuchs die Siedlung so rasch, dass sie bereits 1951 den Status einer Siedlung städtischen Typs und am 18. August 1955 die Stadtrechte erhielt. Der neu gewählte Stadtname hat keinerlei historischen Bezug zum ursprünglichen Ort und wurde wie bei vielen anderen Orten der damaligen Sowjetunion zu Ehren des Revolutionsführers Lenin vergeben. Auch der Rajon wurde entsprechend umbenannt.

## Bevölkerungsentwicklung
| Jahr | Einwohner |
| ---- | --------- |
| 1939 | 2.274     |
| 1959 | 38.565    |
| 1970 | 46.603    |
| 1979 | 53.631    |
| 1989 | 62.093    |
| 2002 | 65.592    |
| 2010 | 64.127    |

Anmerkung: Volkszählungsdaten

## Wirtschaft und Infrastruktur
Bis heute ist Leninogorsk ein bedeutendes Zentrum der Rohölförderung und -verarbeitung. Das wichtigste Unternehmen der Stadt ist das staatliche Ölförderunternehmen Leninogorskneft, außerdem gibt es hier Fabriken für Baustoffe, Maschinenbau, Nahrungsmittel- und Leichtindustrie. Leninogorsk ist an das russische Eisenbahnnetz angeschlossen und verfügt über einen Bahnhof namens Pismjanka.

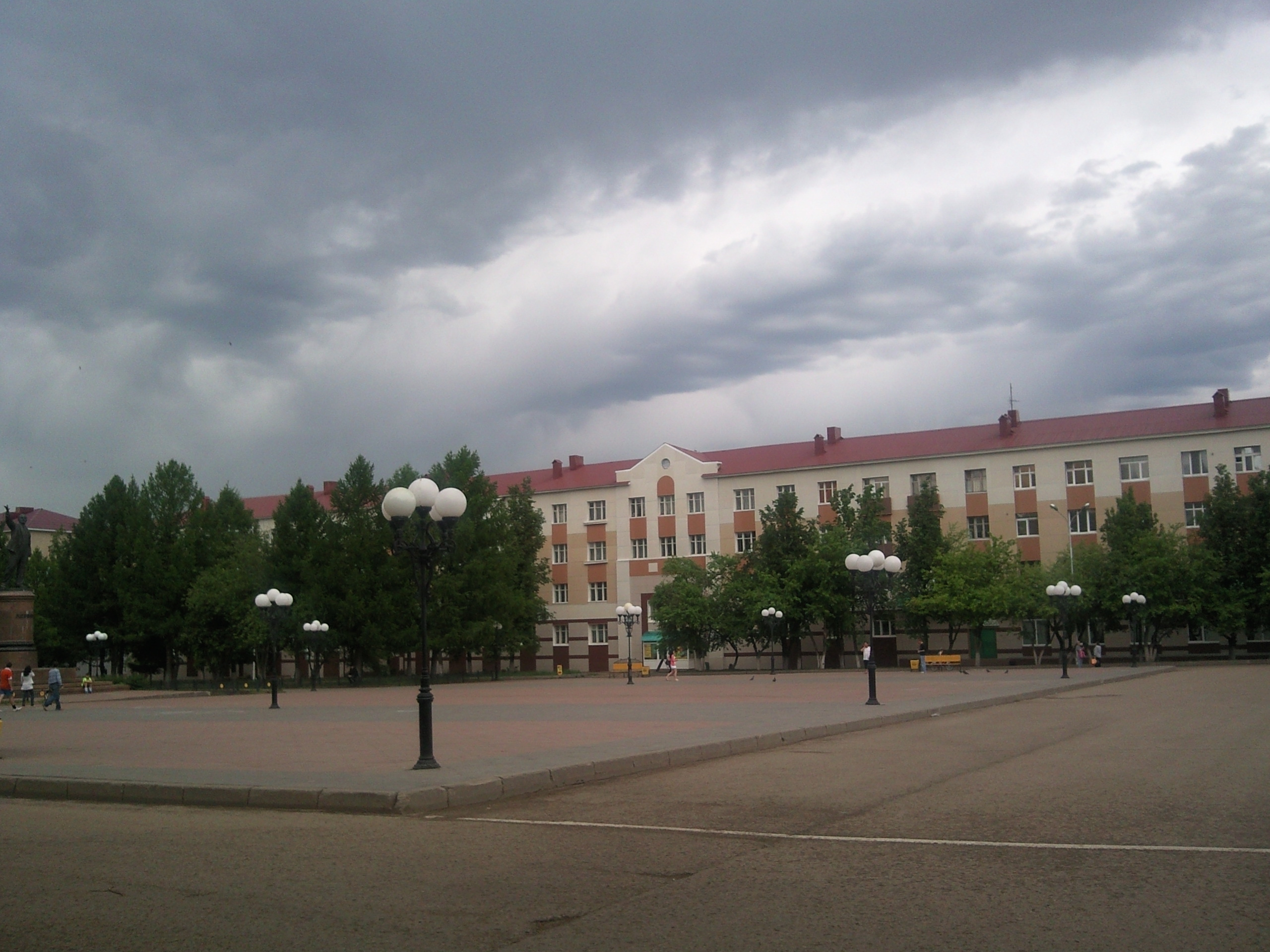
Zentraler Platz in Leninogorsk
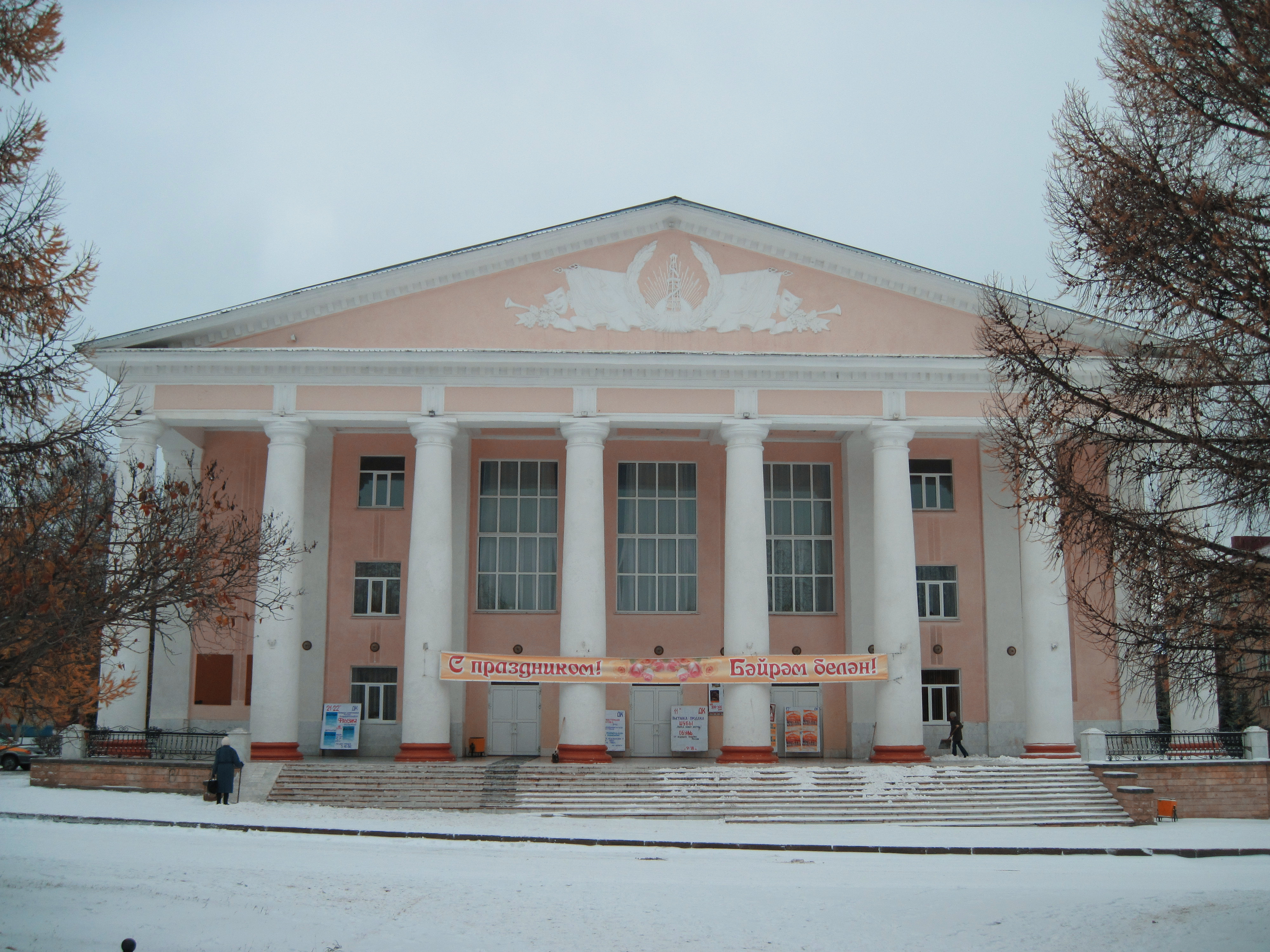
Haus der Kultur

## Sport
- Neftjanik Leninogorsk, ehemaliger Eishockeyclub

## Söhne und Töchter der Stadt
- Rafael Achmetow (* 1989), Eishockeyspieler
- Igor Bortnikow (* 1989), Eishockeyspieler
- Maxim Majorow (* 1989), Eishockeyspieler
- Roman Trofimow (* 1989), Skispringer
- Maxim Sergejew (* 1999), Skispringer
- Danil Sadrejew (* 2003), Skispringer